# Змея (роман)
«Змея» (пол. Żmija) — роман Анджея Сапковского в жанре военного фэнтези, опубликованный в 2009 году. Его действие происходит во время войны в Афганистане, а 19 октября 2009 года он был издан.

## Сюжет
1984 год. Главный герой романа — советский солдат польского происхождения Павел Славомирович Леварт (пол. Paweł Sławomirowicz Lewart), — после дознания в КГБ о бое с душманами, в ходе которого кто-то застрелил в спину командира подразделения, был переведён на далёкую заставу, охраняющую ущелье вдоль стратегически важной дороги. Исследуя местность вокруг блокпоста, Леварт находит таинственную золотую змею. Заинтересованный её необычным видом и своими собственными ощущениями, Леварт приносит змее дохлую крысу. Во время ставших регулярными посещений расщелины Павлу видятся отрывки воспоминаний тетрарха войска Александра Великого Герпандера и лейтенанта Королевской конной артиллерии Эдварда Друммонда.
Вскоре блокпост атакуют переодетые в гражданское моджахеды, в результате скоротечного боя погибает один из солдат, несколько ранены. Сразу после этого гарнизон блокпоста расстреливает «бурбухайку» с гражданскими лицами, мстя за погибшего. Будучи в шоке после боя и сделав инъекцию героина, Леварт идёт к змее и попадает в пещеру, полную трофеев, оставленных в афганских землях многочисленными завоевателями, нашедшими тут свой конец. Леварт переживает последние часы жизни тетрарха войска Александра Великого Герпандера, затем — лейтенанта Королевской конной артиллерии Эдварда Друммонда, погибших задолго до него в Афганистане. Внезапно Леварт слышит звуки боя и покидает змею. Он убивает собирающихся взорвать пещеру душманов и обнаруживает, что за время его отсутствия застава была уничтожена боевиками. Прибывает подкрепление, и допрашивавший ранее Леварта офицер КГБ стреляет в него, тем самым спасая его от трибунала. Леварта эвакуируют, но позднее он возвращается к разрушенной заставе, где след его теряется.
Книга заканчивается тем, что в кишлак прибывает польский отряд (по-видимому, в составе контингента НАТО), и один из офицеров замечает золотую змею. Вероятно, его ждёт судьба Леварта, Друммонда и Герпандера.

## Награды
- По итогам 2010 года российского ежемесячного журнала «Мир фантастики» роман «Змея» победил в номинации «Лучшая зарубежная книга»[4]